# Jens Odgaard
Jens Odgaard (* 31. března 1999) je dánský profesionální fotbalista, který hraje na pozici útočníka za italský klub Bologna FC 1909.

## Klubová kariéra

### Mládežnická kariéra
Odgaard je mládežnickým produktem Lyngby Boldklub.

### Lyngby
Odgaard debutoval za seniorský tým Lyngby 15. března 2016 ve věku pouhých 16 let. Utkání začal na lavičce, ale v 89. minutě nahradil Gustava Therkildsena v zápase, který skončil vítězstvím 1:0 nad Aalborgem v Dánském poháru.
Svůj první ligový zápas odehrál 17. dubna 2016, kdy nastoupil na hřiště v 65. minutě, když vystřídal Jeppe Kjæra, v zápase, který skončil vítězstvím 2:0 nad Næstved BK.
Odgaard prodloužil v létě 2016 svou smlouvu s Lyngby až do léta 2018 a zároveň přešel do seniorského týmu. V 17 letech a 115 dnech se stal nejmladším hráčem v historii Lyngby Boldklub, který odehrál zápas v Superligaen.

### Inter Milán
Dne 5. července 2017 Inter Milán oznámil podpis smlouvy s Odgaardem. Hrál ovšem pouze za mládežnický tým.

### Sassuolo
Dne 30. června 2018 Odgaard přestoupil do klubu US Sassuolo Calcio, avšak Inter Milán si vyhradil právo odkoupit ho zpět.

#### Hostování v Heerenveenu
Dne 22. června 2019 se Odgaard připojil ke klubu SC Heerenveen hrajícímu v Eredivisie na hostování do 30. června 2020.

#### Hostování v Luganu
Dne 2. října 2020 se Odgaard připojil ke švýcarskému klubu Lugano na hostování do 30. června 2021.

#### Hostování v Pescaře
Dne 22. ledna 2021 přestoupil Odgaard do klubu Pescara hrající Serii B na hostování do konce sezóny.

#### Hostování ve Waalwijku
Dne 24. července 2021 se přesunul na hostování do RKC Waalwijk v Nizozemsku.

### AZ Alkmaar
Dne 24. června 2022 Odgaard přestoupil do klubu AZ Alkmaar a podepsal s ním pětiletou smlouvu.

### Bologna
Dne 1. února 2024 se Odgaard vrátil do Itálie a připojil se k Bologni na hostování s opcí na koupi. Dne 16. května 2024 Bologna uplatnila svou opci na trvalý přestup.
Dne 14. května 2025 vyhrál s Bolognou Coppa Italia, čímž klub získal první velkou trofej po 51 letech.

## Statistiky

### Klubové
Platí k zápasu hranému 14. května 2025.
| Klub                     | Sezóna            | Liga                         | Liga   | Liga | Národní pohár | Národní pohár | Kontinentální | Kontinentální | Ostatní | Ostatní | Celkově | Celkově |
| Klub                     | Sezóna            | Soutěž                       | Zápasy | Góly | Zápasy        | Góly          | Zápasy        | Góly          | Zápasy  | Góly    | Zápasy  | Góly    |
| ------------------------ | ----------------- | ---------------------------- | ------ | ---- | ------------- | ------------- | ------------- | ------------- | ------- | ------- | ------- | ------- |
| Lyngby                   | 2015/16           | Dánská fotbalová 1. division | 2      | 0    | 1             | 0             | —             | —             | —       | —       | 3       | 0       |
| Lyngby                   | 2016/17           | Superligaen                  | 16     | 3    | 1             | 1             | —             | —             | —       | —       | 17      | 4       |
| Lyngby                   | Celkově           | Celkově                      | 18     | 3    | 2             | 1             | —             | —             | —       | —       | 20      | 4       |
| Sassuolo                 | 2018/19           | Serie A                      | 1      | 0    | 0             | 0             | —             | —             | —       | —       | 1       | 0       |
| Heerenveen (hostování)   | 2019/20           | Eredivisie                   | 24     | 7    | 3             | 0             | —             | —             | —       | —       | 27      | 7       |
| Lugano (hostování)       | 2020/21           | Švýcarská Super League       | 6      | 0    | 0             | 0             | —             | —             | —       | —       | 6       | 0       |
| Pescara (hostování)      | 2020/21           | Serie B                      | 19     | 1    | 0             | 0             | —             | —             | —       | —       | 19      | 1       |
| RKC Waalwijk (hostování) | 2021/22           | Eredivisie                   | 30     | 8    | 3             | 3             | —             | —             | —       | —       | 33      | 11      |
| AZ Alkmaar               | 2022/23           | Eredivisie                   | 29     | 9    | 2             | 1             | 11            | 2             | 0       | 0       | 42      | 12      |
| AZ Alkmaar               | 2023/24           | Eredivisie                   | 17     | 1    | 2             | 1             | 7             | 0             | 0       | 0       | 26      | 2       |
| AZ Alkmaar               | Celkově           | Celkově                      | 46     | 10   | 4             | 2             | 18            | 2             | 0       | 0       | 68      | 14      |
| Bologna (hostování)      | 2023/24           | Serie A                      | 10     | 2    | —             | —             | —             | —             | —       | —       | 10      | 2       |
| Bologna                  | 2024/25           | Serie A                      | 29     | 6    | 3             | 0             | 5             | 0             | —       | —       | 37      | 6       |
| Celkově v kariéře        | Celkově v kariéře | Celkově v kariéře            | 183    | 37   | 15            | 6             | 23            | 2             | 0       | 0       | 221     | 45      |

## Honours
Bologna
- Coppa Italia: 2024/25

Individuální
- Tým měsíce Eredivisie: prosinec 2021, září 2022